# Gino Cuccarolo
Gino Cuccarolo (Asolo, 26 novembre 1987) è un ex cestista italiano.

## Carriera

### Club
Muove i suoi primi passi nel mondo del basket presso l'associazione sportiva "A.M. La Torre" di Crespano del Grappa, in provincia di Treviso.
Dopo alcuni anni trascorsi nel vivaio della Benetton Treviso, viene prestato nelle serie minori per acquisire esperienza: nel 2004-2005 con la formula del doppio tesseramento disputa la serie C1 con l'Istrana oltre al campionato giovanile con la Benetton, poi un'annata in B2 con la Reyer Venezia, quindi una parentesi con la prima squadra della Benetton, durante la quale salì alla ribalta il "Caso Lorbek" che portò a una penalizzazione di 12 punti della Benetton Treviso a causa di irregolarità sul tesseramento dei giocatori da parte della società veneta.
Nella stagione 2007-08 Cuccarolo è girato in prestito a Montecatini in Legadue, esperienza seguita dal biennio in terza serie con la Virtus Siena, sempre in prestito dal club trevigiano.
Nell'estate 2010 rientra alla casa base ma nel gennaio successivo gioca con la Pallacanestro Biella fino al termine della stagione. Rientrato nuovamente a Treviso, parte talvolta titolare.
A gennaio 2013 si trasferisce al Basket Brescia Leonessa con la quale concluderà la stagione realizzando 3,2 punti e 3 rimbalzi di media a partita in stagione regolare, mentre nei playoff raggiunge la finale contro la Giorgio Tesi Group Pistoia, giocando un totale di 12 partite con 4,2 punti e 5,3 rimbalzi di media a partita. Dalla stagione 2016-17 gioca con la GSA-APU di Udine, in Serie A2 Girone Est.
Il 3 febbraio 2017 si trasferisce all'Auxilium Torino, in uno scambio che porta Abdel Fall alla Pallacanestro Udinese.

### Nazionale
Con le nazionali giovanili ha partecipato agli europei del 2003, del 2005, anno in cui ha raggiunto il 3º posto con la nazionale Under-18, e del 2007, nei quali si è aggiudicato la medaglia di bronzo Under-20 dietro Spagna e Serbia.
Cuccarolo ha esordito nella nazionale maggiore l'11 marzo 2012 giocando tre minuti dell'All-Star Game, in cui gli azzurri hanno sfidato una selezione di stranieri del campionato di Serie A.

## Record di statura più alta
Con una statura ufficiale di 222 cm è entrato nel Guinness dei primati (Guinness World Records measurement) come uomo più alto d'Italia, ha partecipato anche alla trasmissione televisiva  Lo show dei record  con ospite Sultan Kosen uno degli uomini più alti del mondo, alla conduzione del programma c'era Paola Perego.
L'atleta calza il numero 50.

## Palmarès

### Club

#### Competizioni nazionali
- Campionato italiano: 1

Pall. Treviso: 2005-06
- Supercoppa italiana: 1

Pall. Treviso: 2006
- Coppa Italia: 1

Pall. Treviso: 2007

#### Nazionale
- Europei Under-20:

 Italia/Slovenia 2007